# Mark Olegowitsch Schulschizki

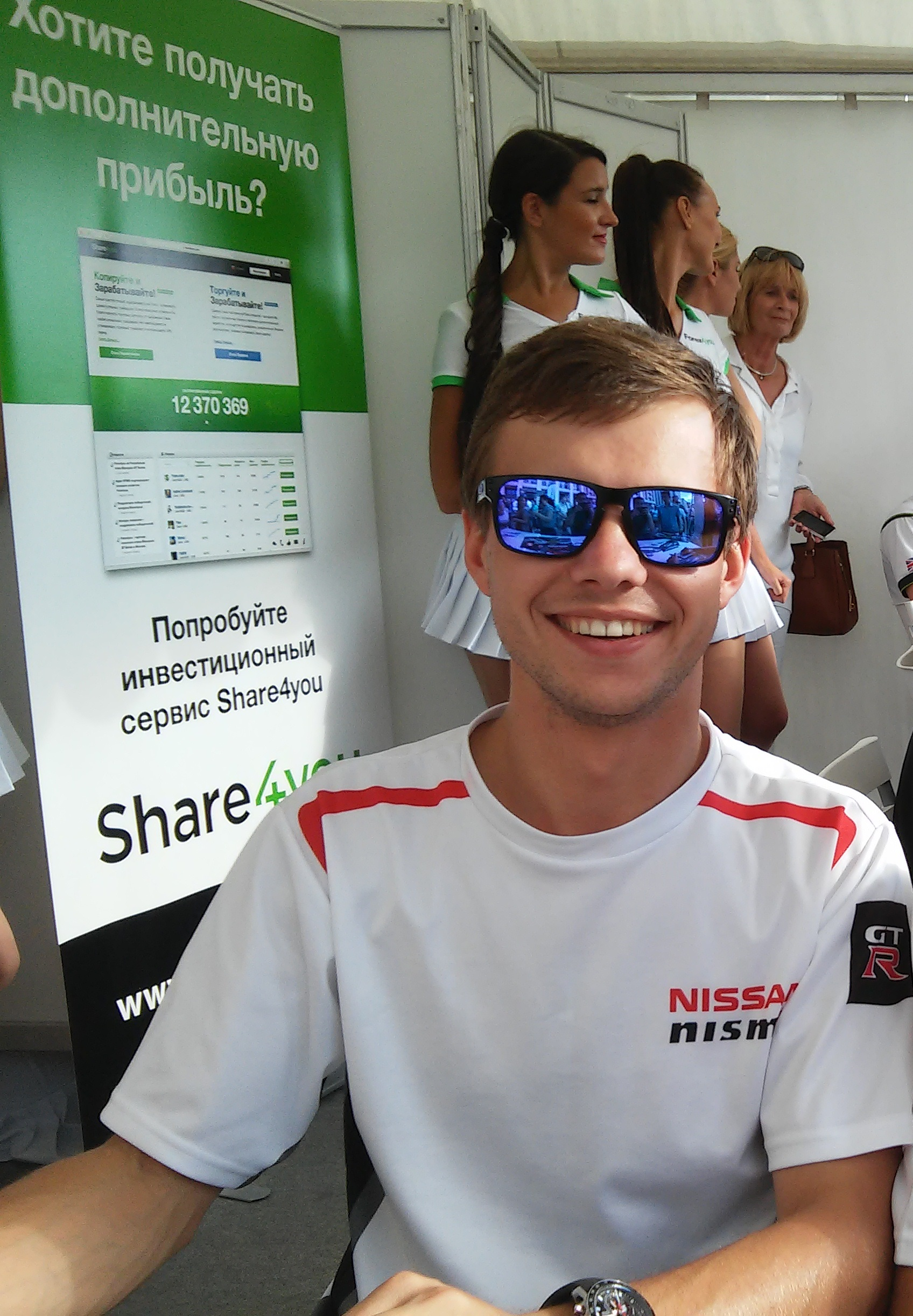
Mark Schulschizki 2015

Mark Olegowitsch Schulschizki [ˈmark ɐˈlʲɛɡəvʲɪtɕ ʂʊlˈʐɨtskʲɪj], auch Mark Shulzhitskiy (russisch Марк Оле́гович Шульжи́цкий; * 11. Juli 1989 in Wladiwostok) ist ein ehemaliger russischer Automobilrennfahrer.

## Karriere
Schulschizki begann seine Motorsportkarriere im Kartsport, den er im Alter von acht bis sechzehn Jahren ausübte. Er gewann mehrere regionale Meisterschaften, hatte aber zunächst keine Möglichkeit eine professionelle Rennfahrerkarriere zu beginnen.
Schulschizki nahm 2012 an der GT Academy teil. Bei dem Ausscheidungswettkampf von Nissan und Sony, der mit Rennen auf der PlayStation begonnen wird, gewann Schulschizki die russische Ausgabe und setzte sich gegen 32.500 Teilnehmer durch. Er wurde damit zum ersten russischen Fahrer, dem der Weg in den internationalen Motorsport über die GT Academy gelang. Schulschizki nahm infolgedessen an einem  Fahrerentwicklungsprogramm von Nissan teil und bestritt 2013 das 24-Stunden-Rennen von Dubai. Es war seine erste Teilnahme an einem internationalen Rennen und er erreichte den zweiten Platz in seiner Klasse.
Anschließend erhielt Schulschizki für die Blancpain Endurance Series 2013 ein Cockpit beim Nissan GT Academy Team RJN für die vollständige Saison. Er hatte wechselnde Teamkollegen. Mit einer Podest-Platzierung wurde er 18. im GT3 Pro-Am Cup. Darüber hinaus fuhr Schulschizki bei einigen Rennen der FIA-GT-Serie 2013 und erreichte dabei den 12. Platz in der Pro-Am-Wertung. Außerdem debütierte Schulschizki 2013 für Greaves Motorsport in der FIA-Langstrecken-Weltmeisterschaft (WEC) und nahm an einem Rennen teil.
2014 war Schulschizki ohne festes Rennengagement. Für das Nissan GT Academy Team RJN nahm er an zwei Rennen der Blancpain Endurance Series 2014 teil. Außerdem kam Schulschizki im Langstreckensport zum Einsatz. Für OAK Racing debütierte er beim 24-Stunden-Rennen von Le Mans 2014. In die Entwicklung des dabei eingesetzten Ligier JS P2 von Onroak Automotive war Schulschizki als Testfahrer involviert gewesen. Im Rennen erreichte er zusammen mit Alex Brundle und Jann Mardenborough den neunten Platz. Aufgrund seiner guten Leistungen beim 24-Stunden-Rennen von Le Mans vermittelte Nissan Schulschizki anschließend ein LMP2-Cockpit für die restlichen drei Saisonrennen der European Le Mans Series (ELMS). Zusammen mit Luciano Bacheta startete er für Greaves Motorsport. Die beiden erreichten mit einem vierten Platz als bestem Ergebnis den 13. Rang in der LMP2-Wertung.
2015 war Schulschizki erneut ohne festes Engagement. Für das Nissan GT Academy Team RJN nahm er an einzelnen Rennen der Blancpain Endurance Series und der Blancpain Sprint Series teil. Auf der Langstrecke erhielt er ein Werkscockpit bei Nissan Motorsports im neuen LMP1-Fahrzeug Nissan GT-R LM Nismo für das 24-Stunden-Rennen von Le Mans. Außerdem nahm Schulschizki für verschiedene Teams an insgesamt zwei ELMS-Rennen in der LMP3-Kategorie teil.

## Statistik

### Karrierestationen
| - 1997–2005: Kartsport - 2013: Blancpain Endurance Series, Pro-Am (Platz 18) - 2013: FIA-GT-Serie, Pro-Am (Platz 12) - 2013: WEC (Platz 37) | - 2014: Blancpain Endurance Series, Pro-Am - 2014: ELMS, LMP2 (Platz 13) - 2015: Blancpain Endurance Series, Pro-Am - 2015: Blancpain Sprint Series | - 2015: WEC (Platz 34) - 2015: ELMS, LMP3 |

### Le-Mans-Ergebnisse
| Jahr | Team               | Fahrzeug             | Teamkollege   | Teamkollege        | Platzierung | Ausfallgrund |
| ---- | ------------------ | -------------------- | ------------- | ------------------ | ----------- | ------------ |
| 2014 | OAK Racing         | Ligier JS P2         | Alex Brundle  | Jann Mardenborough | Rang 9      |              |
| 2015 | Nissan Motorsports | Nissan GT-R LM Nismo | Lucas Ordoñez | Tsugio Matsuda     | Ausfall     | Aufhängung   |

### Einzelergebnisse in der FIA-Langstrecken-Weltmeisterschaft
| Saison | Team               | Rennwagen            | 1   | 2   | 3   | 4   | 5   | 6   | 7   | 8   |
| ------ | ------------------ | -------------------- | --- | --- | --- | --- | --- | --- | --- | --- |
| 2013   | Greaves Motorsport | Zytek Z11SN          | SIL | SPA | LEM | SAO | AUS | FUJ | SHA | BAH |
| 2013   | Greaves Motorsport | Zytek Z11SN          |     |     |     | 9   |     |     |     |     |
| 2014   | OAK Racing         | Ligier JS P2         | SIL | SPA | LEM | AUS | FUJ | SHA | BAH | SAO |
| 2014   | OAK Racing         | Ligier JS P2         | 9   |     |     |     |     |     |     |     |
| 2015   | Nissan Motorsports | Nissan GT-R LM Nismo | SIL | SPA | LEM | NÜR | AUS | FUJ | SHA | BAH |
| 2015   | Nissan Motorsports | Nissan GT-R LM Nismo | DNF |     |     |     |     |     |     |     |